# 予見
| ウィキペディアには「予見」という見出しの百科事典記事はありません（タイトルに「予見」を含むページの一覧/「予見」で始まるページの一覧）。 代わりにウィクショナリーのページ「予見」が役に立つかもしれません。 |